# Bodegas de San Antonio
La Bodegas de San Antonio son un conjunto arquitectónico industrial que estaba dedicado a la producción de vino en el municipio de Rociana del Condado, provincia de Huelva. Forma parte del Conjunto Histórico protegido de Rociana del Condado.

## Descripción
De estilo tradicional, su planta basilical presenta tres naves con la central mayor que las laterales, esquema típico de las antiguas bodegas. Las naves están separadas por arcos de medio punto sobre pilares neobarrocos. La techumbre es de estilo neomudéjar y la solería es de ladrillos de canto en espiga. La cubierta en la nave central es a dos aguas, y de las naves centrales, a una.
La fachada es de color rosáceo con un trampantojo de ladrillos pintados en estuco. Varias pilastras separan cada tramo de ventanas y en la parte superior la estructura se remata por unas almenas piramidales. Presenta dos portadas: la lateral con el mismo esquema de ladrillos, finalizada por un frontón curvo. Su cancel está fechado en 1900. La portada principal es de mayor altura y posee también un cancel. Sobre ésta aparece el nombre de la bodega junto a una hornacina que albergaba la imagen de San Antonio. Rematando la portada principal, se encuentra una pequeña espadaña, cuya campana calló.

## Historia
El conjunto bodeguero fue construido a finales del siglo XIX, bajo los designios de sus propietarios, la familia López-Antúnez, siendo la bodega más suntuosa de la comarca y una de las más fecundas y amplias. Tras los primeros propietarios, las bodegas pertenecieron a Benito Ferraro y posteriormente a José Joaquín Pérez Riquel. Éste la mantuvo activa hasta la década de los años 1970.
Estas bodegas también sirvieron de cine de verano entre los años 1950 y 1951 y como lugar de partida de la cabalgata de Reyes Magos. Antiguamente además, existía un pozo artesiano al que acudían los rocianeros a comprar agua a precio de una peseta el cántaro. La campana cumplía la función de repicar cuando llegaba la gente hasta que calló.

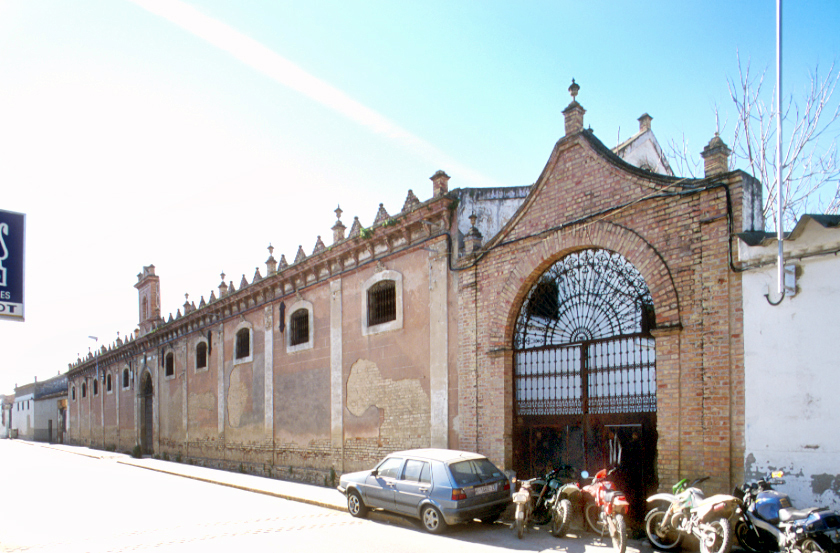
Fachada y entrada lateral.

Tras el cierre de la bodega, el conjunto arquitectónico comenzó a deteriorarse. Al tratarse de una de las pocas construcciones tan antiguas que aún resiste en pie, las diferentes gobiernos locales han tratado de adquirir el inmueble, con distintos proyectos para dotar de un nuevo uso a las bodegas, como un museo del vino y antropológico o una enoteca, incluyendo la promoción en parte de los terrenos de urbanizaciones. Sin embargo, entre la corporación local y los actuales propietarios, no se ha podido a llegar a un acuerdo económico, que desde las institución local tachan de desorbitado. Por todo ello, este bien se encuentra completamente abandonado y continúa deteriorándose.